# Euaugaptilus grandicornis
Euaugaptilus grandicornis is een eenoogkreeftjessoort uit de familie van de Augaptilidae. De wetenschappelijke naam van de soort werd in 1920 voor het eerst geldig gepubliceerd door Georg Ossian Sars.